# Mimie Mathy
Mimie Mathy, pseudonimo di Michèle Mathy (Lione, 8 luglio 1957), è un'attrice, comica e cantante francese, nota per il ruolo di protagonista nella fiction Joséphine, ange gardien.

## Biografia
Nel 1979 entra a far parte del Victorine Studios, un seminario di formazione per giovani artisti creato da Michel Fugain. Nel 1980, fa parte del Petit Théâtre de Bouvard dove incontra Michèle Bernier e Isabelle de Botton creando con loro un trio comico femminile, Les Filles andando in scena con gli spettacoli Existe en trois tailles (dal 1988 al 1990) e Le Gros N'avion (nel 1991). Il trio però, si scioglie nel 1993, appare nella clip del 1987 Quel souci la boétie  e nel 1994 Mimie va in scena con lo spettacolo Mimie au Splendid scritto con Pierre Palmade, mentre nel 2002 avrà successo con J'adore papoter avec vous, spettacolo scritto con Muriel Robin.
Nel 1994 è nel film Une nounou pas comme les autres messo in onda dall'emittente France 2, e nel 1995 gira Une nana pas comme les autres. Con questo successo, nel 1997, inizia a girare la serie Joséphine, ange gardien per TF1, che le assicura una certa fama, rendendola una delle attrici francesi più amate. Così, secondo la classifica semestrale del Journal of Sunday 3, Mimie Mathy è la personalità femminile preferita dei francesi nel mese di agosto 2010.

## Vita privata
Il 27 agosto 2005 ha sposato lo chef e ristoratore Benoist Gérard, che ha incontrato durante l'esecuzione del suo show a Saint-Brieuc (Côtes d'Armor). Oltre alla sua partecipazione annuale a Dumbs, ha condotto il tour Night of the Proms alla fine del 2005 ed è stata la madrina della Associazione Docteur Clown per dieci anni. Dal maggio 2009 è ambasciatrice di buona volontà per l'Unicef.

## Filmografia

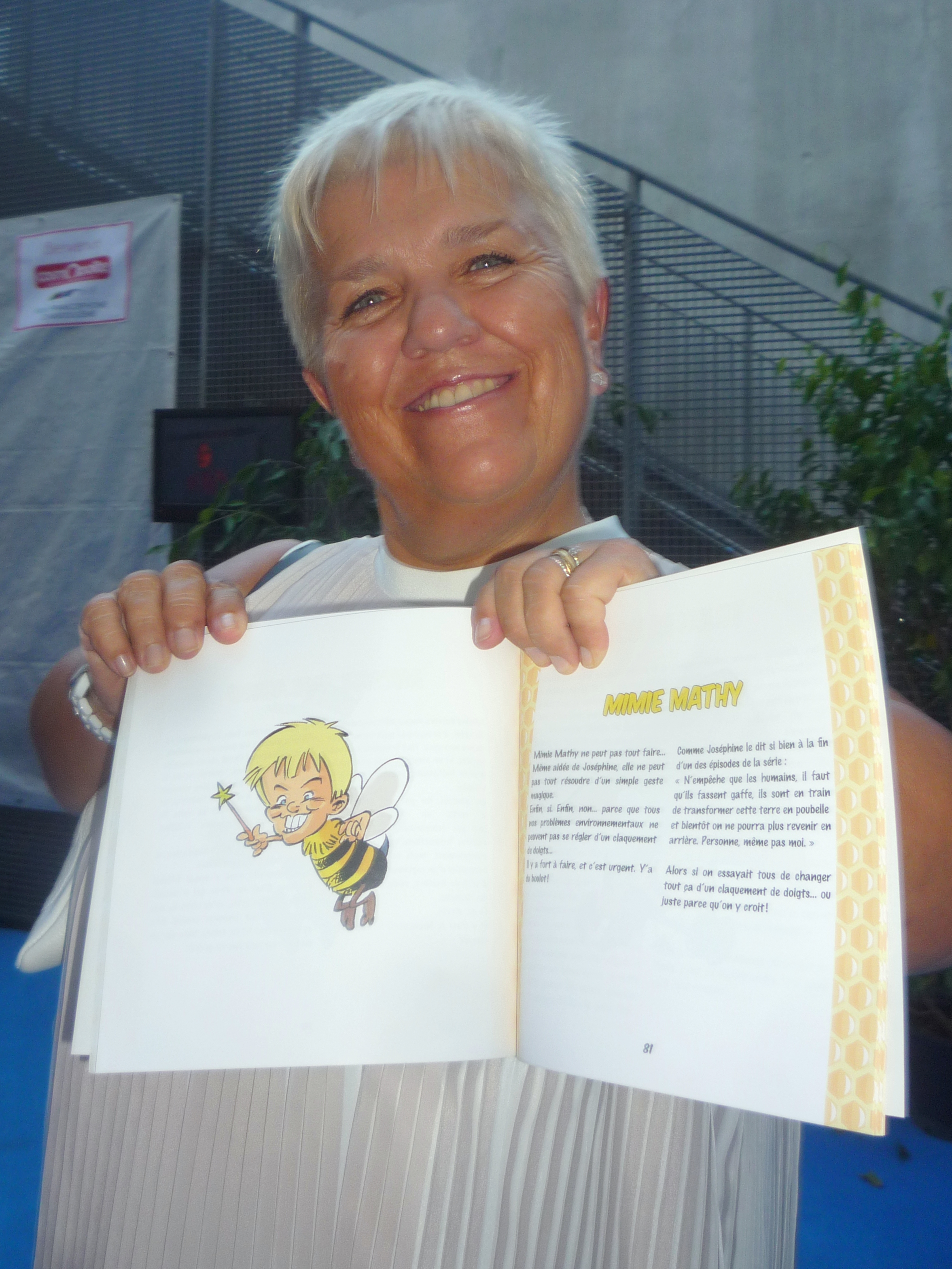
Mimie Mathy nel 2018

### Cinema
- Que faisaient les femmes pendant que l'homme marchait sur la Lune? (2000)

### Televisione
- Le Petit Théâtre de Bouvard - film TV (1982)
- La jeune femme en vert - film TV (1984)
- Le petit manège (1984)
- Une nounou pas comme les autres, film TV (1994)
- Amimicalement (1995)
- Joséphine, ange gardien - serie TV (1997-in corso)
- Changement de cap (1998)
- Famille de cœur (1998)
- Marie et Tom (2000)
- À trois c'est mieux (2004)
- La Bonne Copine (2005)
- Trois filles en cavale (2010)
- Amimicalement (2011)
- Camping Pardise - serie TV, 1 episodio (2017)
- La Mantide - miniserie TV, 5 puntate (2017)
- Le Prix De La Verite (2017)
- Tomorrow Is Ours - Il domani è nostro - soap opera (2017-2019)
- Les Enfoirés: Musique! - programma televisivo, 1 episodio - ospite (2018)
- Le Prix de la loyauté (2019)
- Chiami il mio agente! (Dix pour cent) - serie TV Netflix (2019-in corso)

## Teatro
- 1982-1983 – Elle voit des géants partout al Point Virgule
- 1985-1986 – Mimie en quête d'hauteur al Théâtre de la Potinière
- 1988-1990 – Existe en trois tailles, con Les Filles (Michèle Bernier et Isabelle de Botton)
- 1991 – Le Gros N'avion di Michèle Bernier, Isabelle de Botton, Mimie Mathy (Les Filles), messo in scena da Éric Civanyan, Théâtre de la Michodière
- 1994-1996 – Mimie au Splendid
- 2002 – J'adore papoter avec vous, messo in scena da Roger Louret, testi di Muriel Robin e Mimie Mathy
- 2013 – Je (re) papote avec vous, messo in scena da Roger Louret, testi di Muriel Robin, Jean-Philippe Lemmonier e Mimie Mathy

## Doppiatrici italiane
- Daniela Abbruzzese in Joséphine, ange gardien (ep. 1-42, 80+)
- Caterina Rochira in Joséphine, ange gardien (ep. 43-79) e Separati ma non troppo
- Eleonora Reti in Tomorrow Is Ours - Il domani è nostro
- Barbara Berengo Gardin in Chiami il mio agente!

## Discografia
- 2006 – La vie m'a raconté

## Pubblicazioni
- 2007: Aller simple pour le bonheur, Mimie Mathy e Benoist Gerard, Ed. Plon, 2007
- 2009: Mimie, raconte-moi: Les vacances africaines de Zouzou et Aï , Mimie Mathy, Ed. Plon, 2009
- 2010: Le Noël magique de Pierrot et Marguerite, Mimie Mathy, Ed. Plon, 2010
- 2010: Mimie, raconte-moi: Djamel et Mégane: même pas peur!, Mimie Mathy, Ed. Plon, 2010

## Riconoscimenti
- 7 d'or
  - Migliore attrice di una fiction per Joséphine, ange gardien